# Diàpsids
Els diàpsids (Diapsida, gr. ‘dos arcs’) són un grup de vertebrats tetràpodes que han desenvolupat dos orificis (finestres temporals) als laterals del crani. Aquest avenç es produí fa uns 300 milions d'anys, a finals del període Carbonífer. Hi ha una gran varietat de diàpsids vius, i inclouen totes les aus, cocodrils, llangardaixos, serps i tuatares, i possiblement també les tortugues. Mentre que alguns n'han perdut una (sargantanes) o ambdues (serps) finestres temporals, encara se'ls classifica com a diàpsids amb motiu de llur ascendència. Hi ha unes 14.600 espècies de diàpsids arreu del món, i inclouen la gran majoria de vertebrats verinosos o voladors.
Aquestes obertures ancestrals es troben just a sobre i a sota dels ulls, i permeten que la mandíbula s'obri més i estigui més musculada. Una altra característica ancestral més obscura és un radi relativament llarg en comparació a l'húmer. Els grups extints de diàpsids inclouen els dinosaures, pterosaures, plesiosaures, mosasaures, i molts altres llinatges obscurs. La classificació de molts dels grups més antics és incerta i pot canviar.

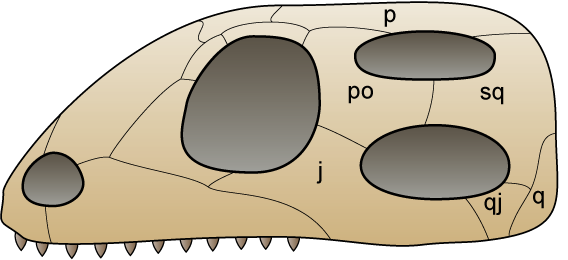
Diagrama del crani generalitzat d'un diàpsid, en què s'aprecien els ossos que envolten les dues finestres temporals
j: jugal, p: parietal, po: postorbital, q: quadrat, qj: quadratojugal, sq: escatós.

## Taxonomia
Subclasse DIAPSIDA
- Ordre Araeoscelidia
- Ordre Avicephala
- Neodiapsida
  - ?Superordre Ichthyopterygia (ictiosaures)
  - Ordre Younginiformes
  - Infraclasse Lepidosauromorpha
    - Superordre Sauropterygia (plesiosaures)
    - Superordre Lepidosauria (tuatara, sargantanes, amfisbenis i serps)

  - Infraclasse Archosauromorpha
    - ?Ordre Testudines (tortugues)
    - Ordre Prolacertiformes
    - Archosauria
      - Crurotarsi
        - Superordre Crocodylomorpha (cocodrils i formes afins extintes)

      - Ornithodira
        - Ordre Pterosauria (pterosaures)
        - Superordre Dinosauria (dinosaures)
          - classe Aves (aus)